# Мирненська селищна рада (Волноваський район)
Ми́рненська се́лищна ра́да — орган місцевого самоврядування Мирненської селищної громади у Волноваському районі Донецької області.

## Історія
11 грудня 2014 року Верховна Рада України збільшила територію Волноваського району за рахунок передачі до його складу Мирненської селищної ради Бойківського району.

## Склад ради
Рада складається з 16 депутатів та голови.
- Голова ради: Володимир Весьолкін 2021

### Керівний склад попередніх скликань
| Прізвище, ім'я, по батькові | Основні відомості                                                        | Дата обрання | Дата звільнення |
| --------------------------- | ------------------------------------------------------------------------ | ------------ | --------------- |
| Янченко Галина Іванівна     | Селищний голова, 1952 року народження, освіта, позапартійна              | 26.03.2006   | 31.10.2010      |
| Лавренюк Микола Арсенович   | Селищний голова, 1955 року народження, освіта вища, член Партії регіонів | 31.10.2010   |                 |

Примітка: таблиця складена за даними сайту Верховної Ради України

### Депутати
За результатами місцевих виборів 2010 року депутатами ради стали:

#### За суб'єктами висування
| Суб'єкт висування           | Кількість обраних депутатів | %    |
| --------------------------- | --------------------------- | ---- |
| Партія регіонів             | 14                          | 87,5 |
| Комуністична партія України | 1                           | 6,3  |
| Самовисування               | 1                           | 6,3  |

#### За округами
| № округу                    | Прізвище, ім'я, по батькові      | Дата визнання обраним | Освіта  | Партійна приналежність            | Відомості про обраного депутата                                                                                                |
| --------------------------- | -------------------------------- | --------------------- | ------- | --------------------------------- | --- |
| Комуністична партія України |                                  |                       |         |                                   | |
| 5                           | Туковська Катерина Володимирівна | 03.11.2010            | вища    | член Комуністичної партії України | ТОВ «Соціальне Відродження Донбасу», головний бухгалтер                                                                        |
| Партія регіонів             |                                  |                       |         |                                   | |
| 1                           | Фелькер Віктор Олександрович     | 03.11.2010            | середня | член Партії регіонів              | пенсіонер |
| 2                           | Савельєва Лариса Іванівна        | 03.11.2010            | середня | член Партії регіонів              | ТОВ «Соціальне Відродження Донбасу», лаборант ВТК                                                                              |
| 3                           | Шишканова Ганна Авксентіївна     | 03.11.2010            | середня | позапартійна                      | Тельманівська дільниця Маріупольського РПУ"Компанія Вода Донбасу", машиніст насосних установок водопровідної мережі с-ща Мирне |
| 4                           | Трубаш Ольга Юхимівна            | 03.11.2010            | середня | член Партії регіонів              | Мирненський будинок культури, директор                                                                                         |
| 6                           | Приземін Ігор Миколайович        | 03.11.2010            | вища    | член Партії регіонів              | ВАТ «Тельманівський кар'єр», начальник дільниці відвантаження                                                                  |
| 7                           | Андрющенко Тетяна Євгеніївна     | 03.11.2010            | вища    | член Партії регіонів              | Мирненська селищна рада, секретар                                                                                              |
| 8                           | Волошин Василь Іванович          | 03.11.2010            | середня | член Партії регіонів              | ТОВ «Соціальне Відродження Донбасу», диспетчер                                                                                 |
| 9                           | Неудачина Марія Яківна           | 03.11.2010            | вища    | член Партії регіонів              | Мирненська амбулаторія загальної практики сімейної медицини, лікар                                                             |
| 10                          | Білоус Алла Федорівна            | 03.11.2010            | вища    | член Партії регіонів              | Мирненська амбулаторія загальної практики сімейної медицини, лікар-педіатр                                                     |
| 11                          | Шарамбай Ніна Миколаївна         | 03.11.2010            | середня | член Партії регіонів              | Мирненське відділення зв'язку, завідувач                                                                                       |
| 12                          | Штякіна Олена Дмитрівна          | 03.11.2010            | вища    | член Партії регіонів              | Мирненська загальноосвітня школа, завідувач навчальної частини                                                                 |
| 14                          | Хаджинова Валентина Семенівна    | 03.11.2010            | середня | член Партії регіонів              | Тельманівська дільниця Маріупольського РПУ «Компанія Вода Донбасу», майстер                                                    |
| 15                          | Култаєва Олена Володимирівна     | 03.11.2010            | вища    | член Партії регіонів              | Мирненська загальноосвітня школа, вчитель фізики                                                                               |
| 16                          | Чернотович Федір Федорович       | 03.11.2010            | вища    | член Партії регіонів              | ТОВ «Соціальне Відродження Донбасу», інженер комп'ютерних мереж                                                                |
| Самовисування               |                                  |                       |         |                                   | |
| 13                          | Тимашова Світлана Миколаївна     | 03.11.2010            | середня | член Партії регіонів              | Мирненська селищна рада, бухгалтер                                                                                             |